# Ea Tam (xã)
Ea Tam là một xã thuộc huyện Krông Năng, tỉnh Đắk Lắk, Việt Nam.
Xã Ea Tam có diện tích 86,24 km², dân số năm 2003 là 9.236 người, mật độ dân số đạt 107 người/km².

## Lễ hội Văn hóa dân gian Việt Bắc
Lễ hội Văn hóa dân gian Việt Bắc (còn được gọi là Chợ Tình) là một lễ hội tại xã Ea Tam, huyện Krông Năng, tỉnh Đắk Lắk diễn ra từ ngày 13 đến ngày 15 tháng giêng âm lịch hàng năm của đồng bào các dân tộc thiểu số phía Bắc sinh sống tại tây Nguyên, được tổ chức nhằm gìn giữ và phát huy các giá trị văn hóa của cộng đồng các dân tộc phía Bắc đang sinh sống trên địa bàn Tây Nguyên. Lễ hội được tổ chức thường niên với nhiều hoạt động văn hóa dân gian và mang bản sắc truyền thống các dân tộc phía Bắc như ném còn, đẩy gậy, bắn nỏ, thi gói bánh chưng, bánh dày, quay heo,... và thi hát. Trong lễ hội có biểu diễn các tiết mục văn hóa tâm linh như Pi cấu, Mạnh lèng và văn hóa tâm linh Then.